# Эренбург (замок, Тюрингия)
Эренбург (нем. Ehrenburg) — руины средневекового замка на западном склоне долины реки Гера, над городом Плауэ, в районе Ильм, в федеральной земле Тюрингия, Германия. По своему типу относится к замкам на вершине.

## Описание

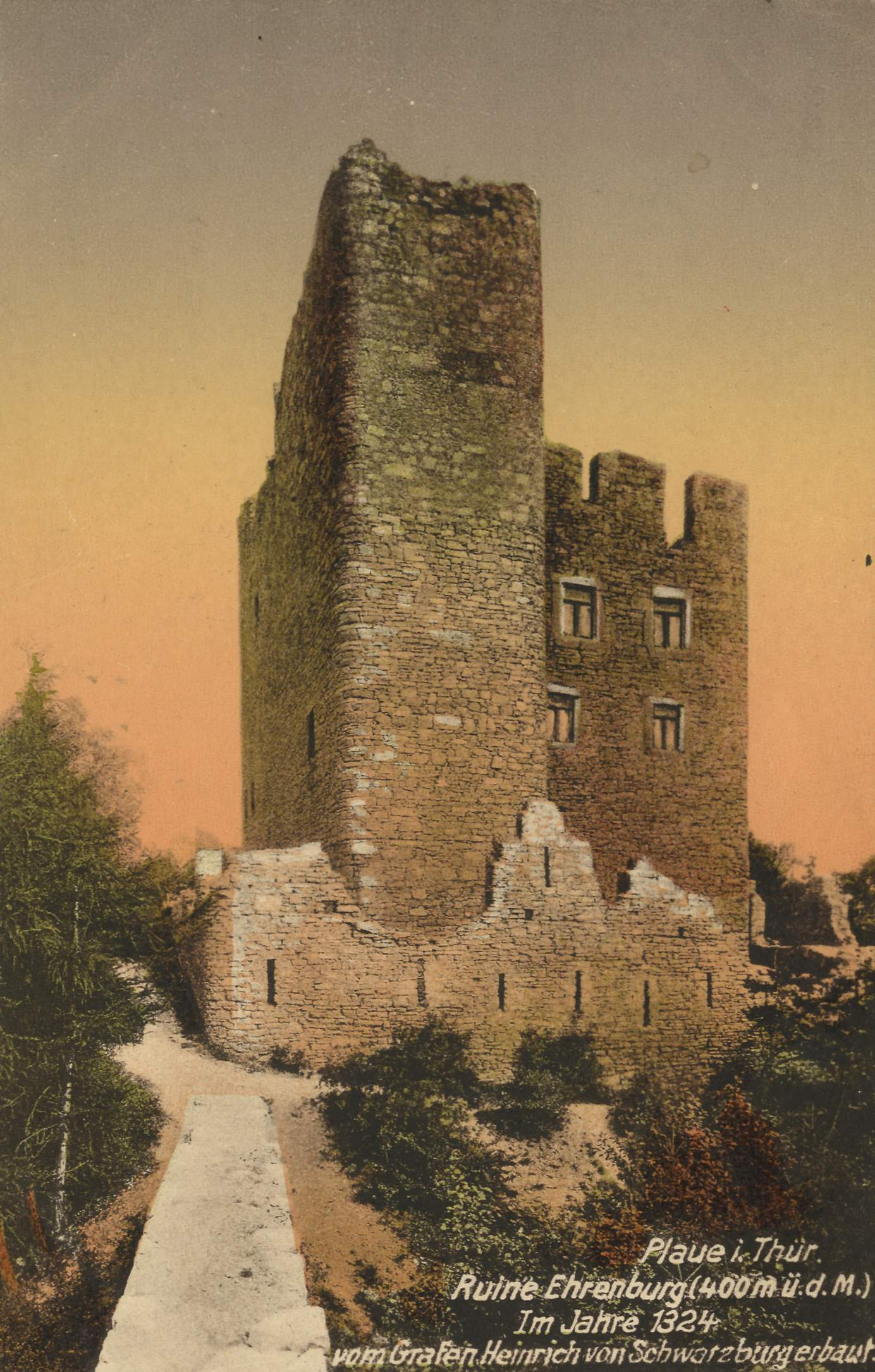
Замок на открытке 1920-х годов

В центре замкового комплекса находится главное высокое здание бывшей жилой резиденции и примыкающего к нему прямоугольного бергфрида. Эти сооружения обнесены кольцевой стеной. Дополнительной защитой служил ещё один ряд стен на юге и на востоке. Планировка замка очень похожа на близлежащие крепости Либенштайн и Эренштайн.

## История

### Ранний период
Основанию замка предшествовали необычные обстоятельства. Граф Генрих VII Шварцбург-Бланкенбургский (правил с 1285 по 1326 год) был другом императора Священной римской империи Людовика IV Баварского. В 1323 году император посетил короля в Арнштадте. Во время встречи Людвиг IV Баварский попросил Генриха VII получить у ландграфа Тюрингии Фридриха II Мейсенского (который, кстати, был зятем Людовика IV) разрешение на строительство имперского замка в Плауэ. В результате ландграф предоставил это разрешение Генриху VII. Документ об этом, подписанный заинтересованными сторонами 12 июля 1324 года, хранится в Государственном архиве.
Генрих VII пал, защищая Бранденбургскую марку, погиб в 1326 году (возможно двумя годами ранее) и был похоронен в Берлине. Поэтому более чем вероятно, что его замок к этому времени ещё не был построен. Владения Генриха VII достались его сыновьям: Генриху X и Гюнтеру XXI. Вскоре завершилось строительство Эренебурга, который оказался под контролем могущественного рода фон Шварценбург.
В 1416 году графы Шварцбургские заложили Эренбург за 968 рейнских гульденов семье фон Витцлебен, старинному тюрингскому дворянскому роду. Эта семья получала значительные доходы, контролируя торговые пути в Плауэ. В 1420 году замок оказался во власти Генриха Старшего. После его смерти в 1430 году Эренбург унаследовали его родственники. Наконец в 1482 году стал граф Гюнтер XXXVI фон Шварцбург-Арнштадт заложил комплекс владельцам графства Лихтенберг за 1200 гульденов. Новые владельцы стали использовать крепость как административный центр.

### Эпоха Ренессанса
В начале XVI века замок утратил прежнее значение как крепость, так как не соответствовал новым стандартам фортификации. Одновременно его перестали использовать как дворянскую резиденцию и административный центр. Постепенно комплекс стал ветшать и приходить в упадок. Долгое время Эренбург оставался заброшенным. К концу XVIII века он был необитаемым и лежал в руинах.

### XIX век

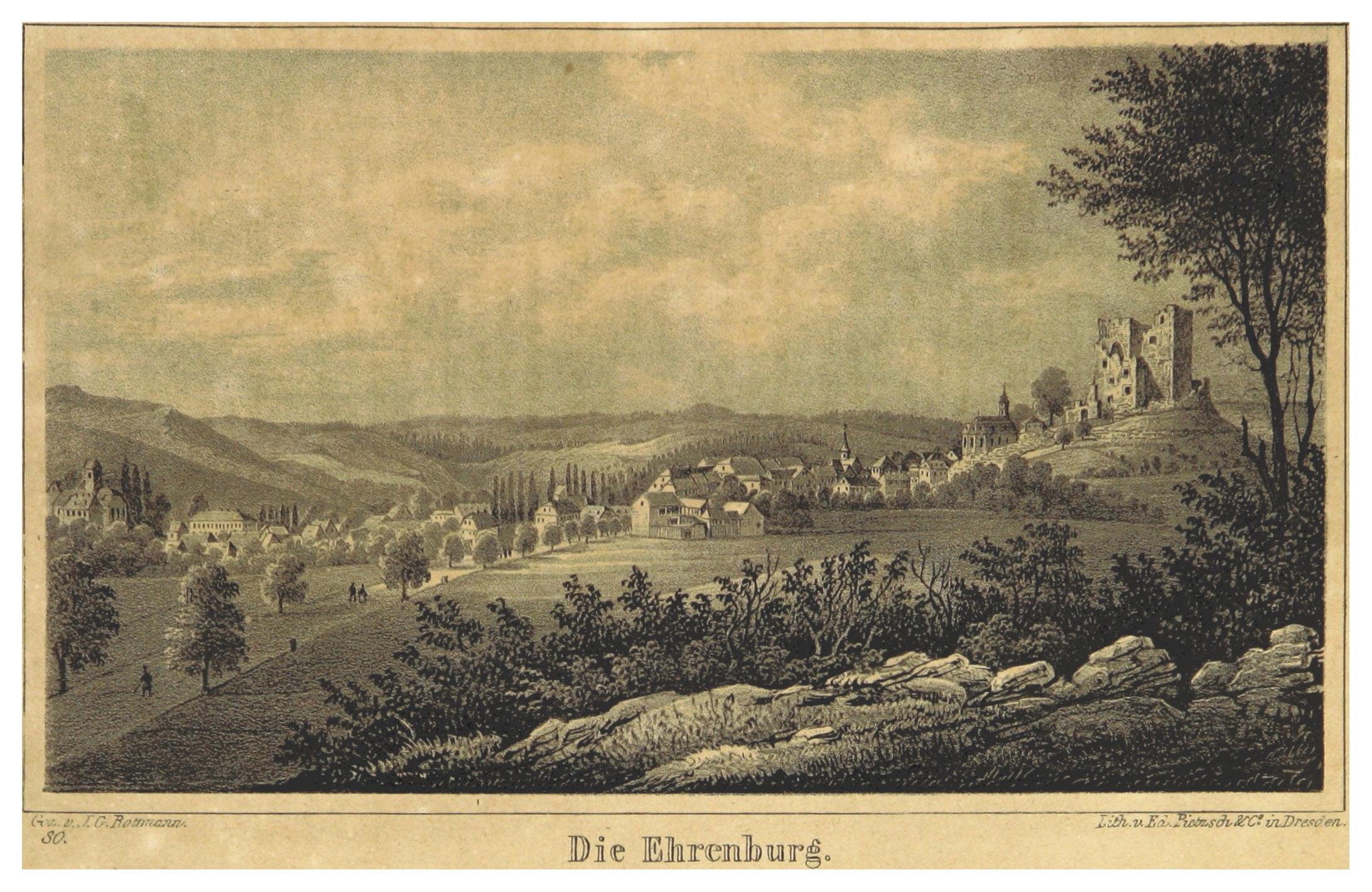
Руины замка на гравюре 1842 года

В XIX веке значительную популярность обрели идеи немецкого единства. Появилось много обществ и движений, воспевавших романтизированный образ германского рыцарства. На этой волне появились энтузиасты, готовые за свой счёт восстанавливать старинные замки, как символ прежних понятий чести и служения родине.
С 1853 года начались работы по расчистке зарослей и завалов, образовавшихся на месте замка Эренбург. Одновременно оставшиеся части сооружение укрепили, предотвратив их дальнейшее разрушение. Финансировал эти работы князь Гюнтер Фридрих Карл II Шварцбург-Зондерсгаузенский. Однако полноценной реставрации не проводилось.

### XX век

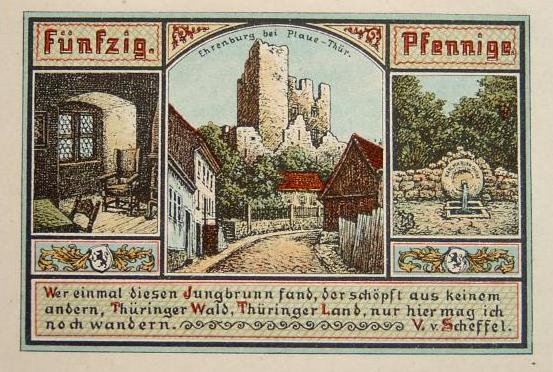
Изображение замка на суррогатной немецкой купюре 1920-х годов

В 1913 году камергер Артур фон Ширхольц с одобрения государственного парламента и муниципального совета купил замок за 10 тысяч марок. При этом отдельно оговаривалось, что замок должен быть доступен для посещения публики. Замок отремонтировали и частично перестроили.
Эренбург стал местом проведения различных статусных мероприятий. На верхних этажах создали ресторан и номера для туристов. К сожалению, во время реконструкции главное значение придавалось полезности комплекса именно как гастрономического центра, а не исторически достоверному восстановлению средневекового замка. Были допущены и технические ошибки. В частности, подземные этажи приспособили для стока вод, что постепенно разрушало фундамент. В конце 1980-х годов это привело к обрушению одной из стен. Зато благодаря этому открылся старинный подземный ход, прорытый для возможности бегства из замка во время осады.
Любопытно, что за то время, пока замок использовался фактически только как видовой ресторан и гостиница, у него 12 раз менялись собственники. Каждый раз это были частные лица.
После завершения Второй мировой войны, когда Тюрингия оказалась в составе ГДР, замок продолжал функционировать как развлекательный центр.
В 1980-е ресторан стал местом проведения молодёжных вечеринок, что отразилось на репутации заведения. Прежний рыцарский зал и массивная башня, в которую можно попасть из него, были вовсе закрыты для свободного доступа. Наконец в 1988 году ресторан был закрыт. Причинами стали как убытки, так и необходимость проведения серьёзного ремонта всего комплекса.
В 1991 году после объединения Германии замок был возвращен представителям семьи фон Ширхольц. С тех пор свободное посещение комплекса стало невозможным.

### XXI век
В 2000 году семья фон Ширхольц продала замок богатому предпринимателю, который занимался торговлей недвижимостью. Новый собственник решил полностью заблокировать доступ к замку для местных жителей. Он попытался оградить обширную территорию, прилегающую к замку. Но это вызвало бурные протесты горожан Плауэ, которые привыкли свободно гулять вокруг замка. В итоге в 2008 году собственник решил продать замок богатой немецко-британской паре. Эти люди вновь открыли доступ на территорию вокруг замка и обещали постепенно отреставрировать комплекс. С той поры проводятся восстановительные работы.

## Современное использование
Замок открыт для посещения. Правда для этого требуется предварительная договорённость.

## Галерея

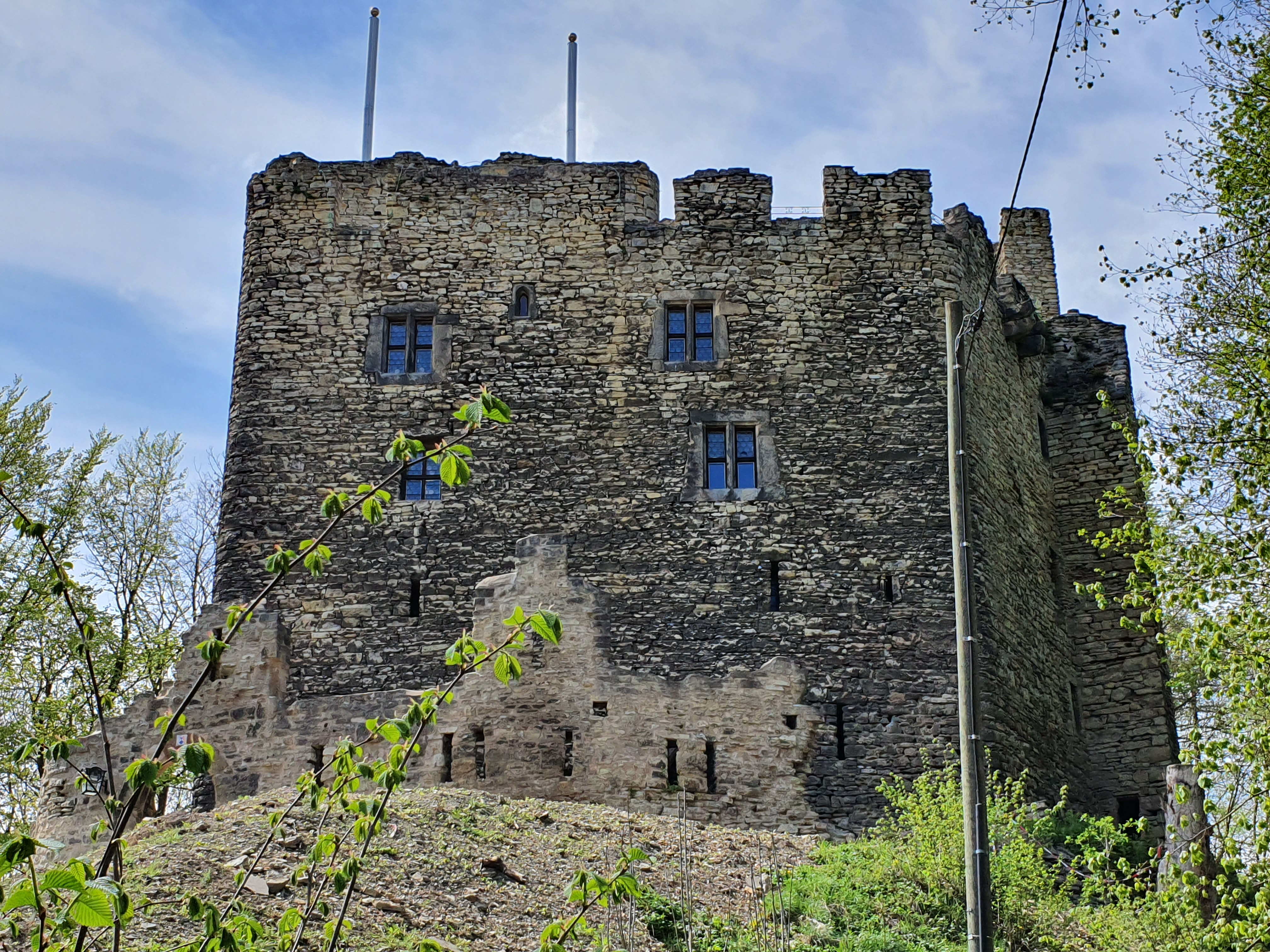
Общий вид замка с северной стороны
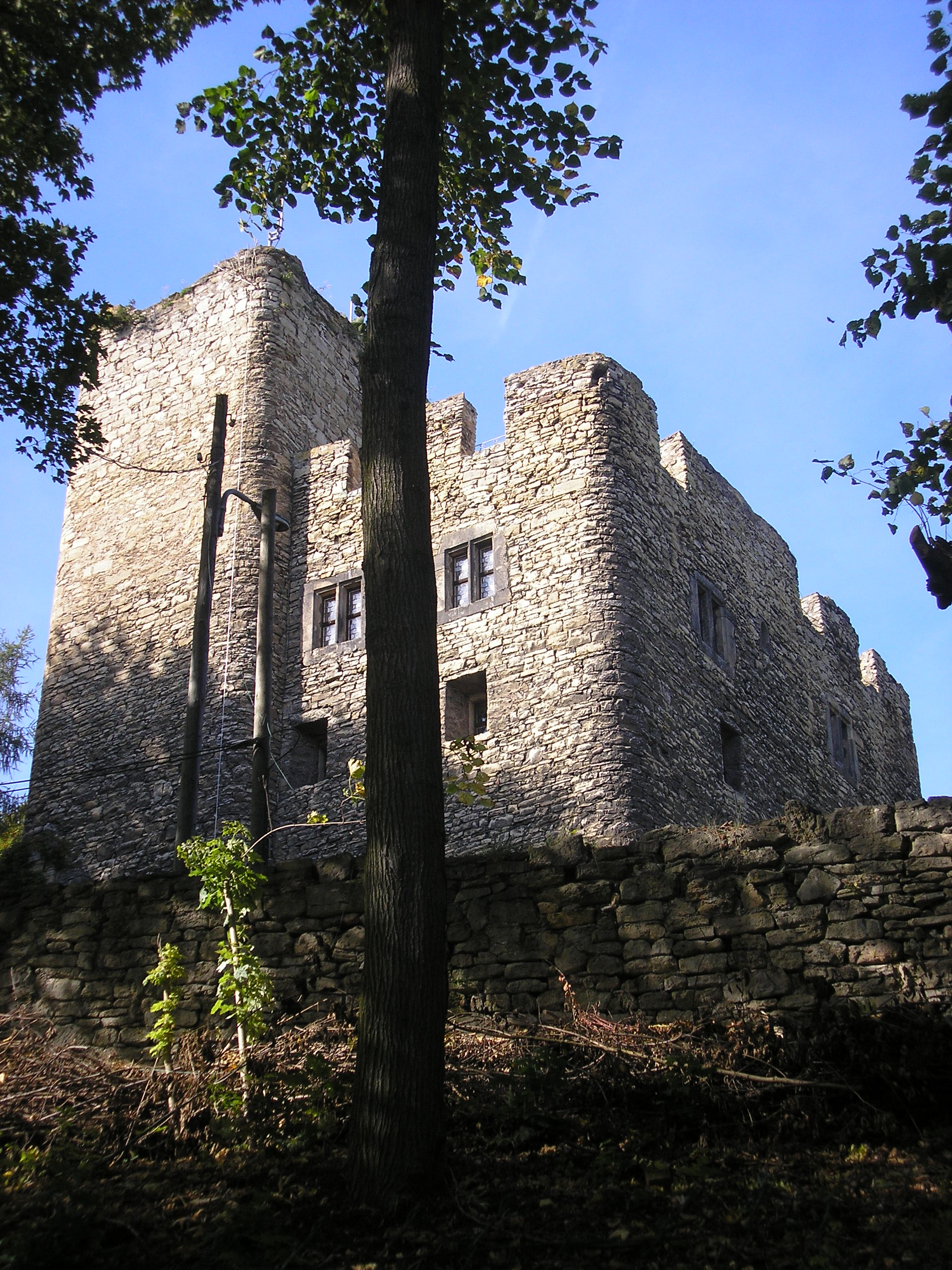
Замок Эренбург с южной стороны
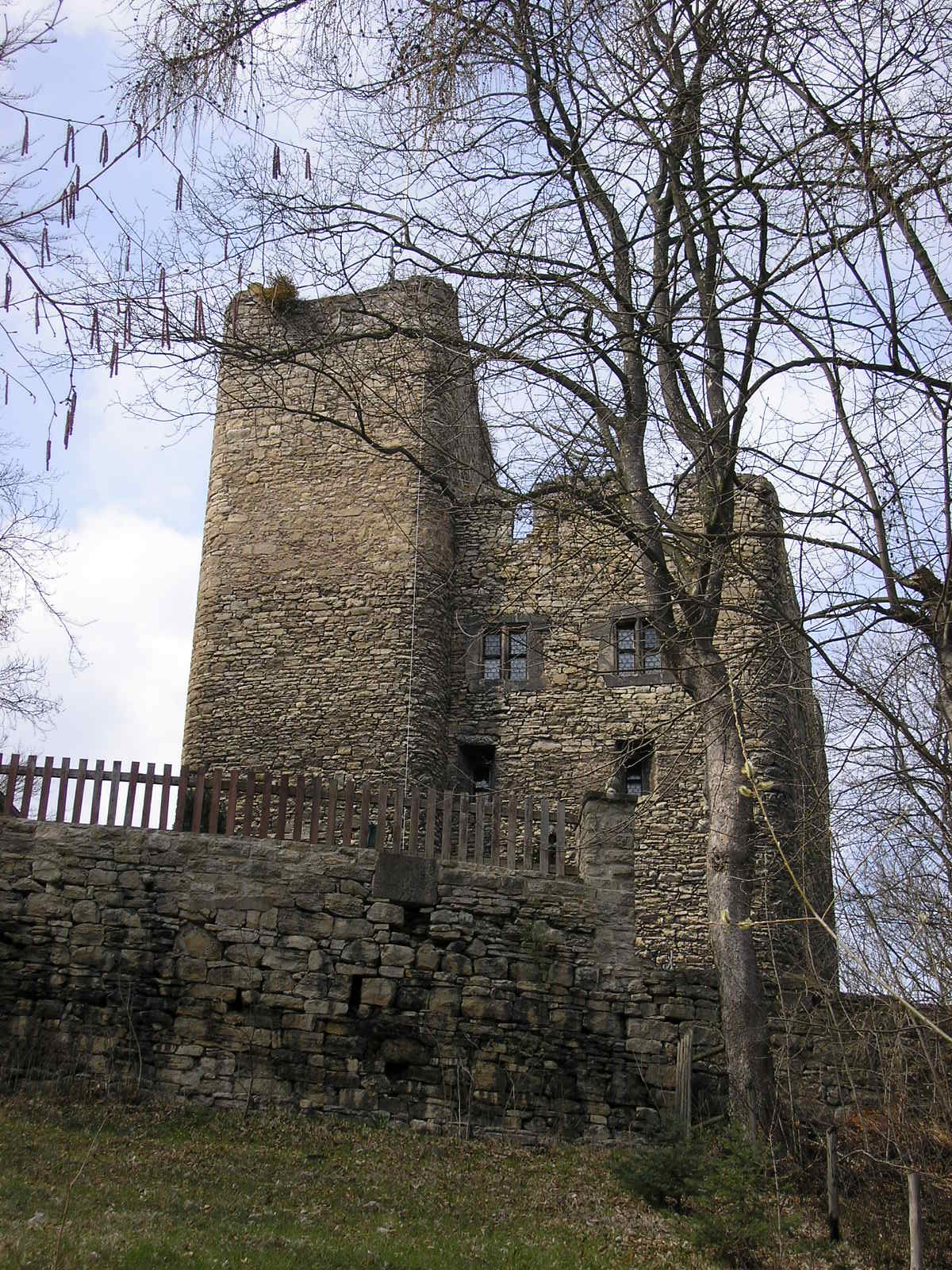
Вид замка осенью
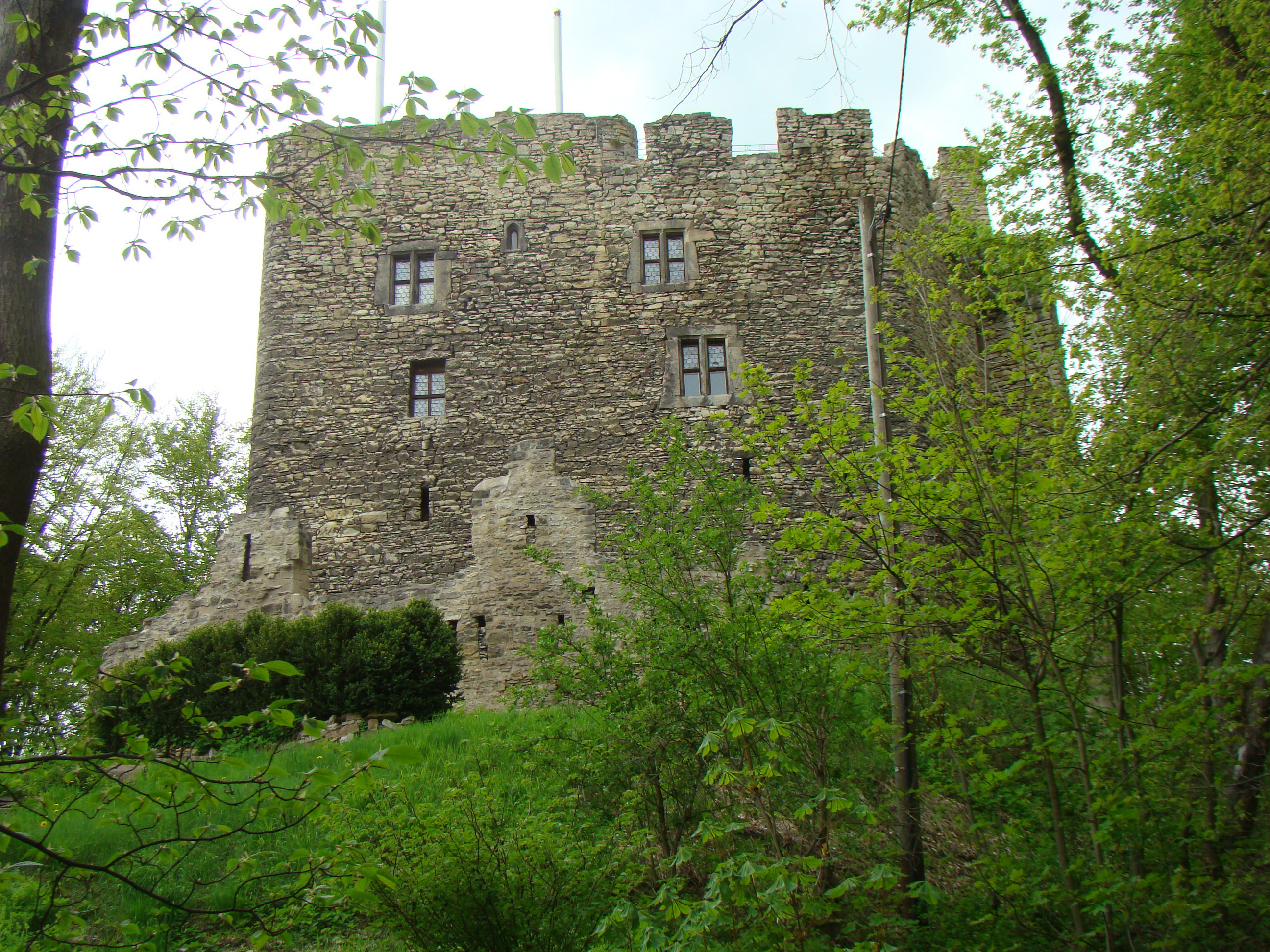
Фасад жилой резиденции